# Axcel
Axcel är ett nordiskt riskkapitalbolag som grundades 1994 och som utvecklar nordiska marknadsledare i partnerskap med ledning, styrelse och medinvesterare. Axcel investerar i medelstora bolag som huvudsakligen är verksamma inom fyra sektorer: industri, teknologi, konsumentprodukter och hälsovård. Bolaget har kontor i Stockholm och Köpenhamn. För närvarande investerar Axcel ur sin sjätte fond, Axcel VI, som etablerades 2020. 

## Axcel-ägda företag 2023
- Bullwall
- Currentum
- Danish Ship Finance
- DANX/Carousel
- Delete Group
- emagine
- GUBI
- Init
- itm8
- Loopia
- Edda Group
- Mountain Top Industries
- Nissens
- NTI Group
- Oral Care
- Phase One
- Superoffice
- Vetgruppen
- Voof Premium Pet Food